# معتمدية حزوة
معتمدية حزوة إحدى معتمديات الجمهورية التونسية، تابعة لولاية توزر. تتميز معتمدية حزوة ببساطة  عددسكانها يبلغ 5027 حسب آخر إحصاء سكاني بتاريخ جويلية 2014 ساكن والذين ينحدرون من سلالة عريقة آتية من اليمن ويعرفون ببني غريب. وتمتد مساحتها على مدى 17 كم² تغلب معظمها الصحراء وتشتهر على الصعيد الجهوي بإنتاجها الوفير للتمور التي تعرف على الصعيد الوطني بدقلة النور كما تنقسم هذه الواحات إلى عدة مجمعات مائية وتسيطر على هذا المجال عدة شركات مثل شركة حزوة للتمور وشركة بني غريب للتمور، كما تتميز بتربية الماشية الجاهدة، ويسود الجو الاحتفالي خاصة في موسم الربيع حيث يقام مهرجان الخيام بحزوة الذي يتواصل على مدى ثلاثة أيام.

## مواضيع ذات علاقة
- ولاية توزر.